# 모서초등학교 대류분교
모서초등학교 대류분교는 경상북도 상주시 모서면 대포리 499에 있었던 초등학교이다.

## 연혁
- 1962년 6월 1일 모서국민학교 대류분교장 개교
- 1965년 3월 1일 대류국민학교로 승격
- 1992년 3월 1일 모서국민학교 대류분교
- 1996년 3월 1일 모서초등학교 대류분교
- 1999년 3월 1일 폐교